# Битва при Алкорасе
Битва при Алкорасе (исп. Batalla de Alcoraz) — состоявшееся 15 ноября 1096 года сражение между войсками арагонцев и альморавидов эмира Сарагосы Ахмада II ал-Мустаина у города Алкорас, близ Уэски. Сражение закончилось победой христиан.

## Предшествующее событие
В 1094 году арагонская армия во главе с королем Санчо I осадили занятый мусульманами город Уэска и в течение года держали осаду. Однако при осмотре городских укреплений Санчо был ранен стрелой, выпущенной со стены. Эта рана вскоре привела его к смерти 4 июня того же года.

## Битва
Новый король Арагона, сын Санчо Педро I, вместе со своим братом инфантом Альфонсо, решил продолжить осаду города. В 1096 году эмир Сарагосы Ахмад II ал-Мустаин решил прийти на выручку городу и двинулся во главе своей армии к Уэске. Но разведчики успели доложить об этом Педро I, и часть арагонской армии во главе с самим королём и инфантом Альфонсо двинулась навстречу Мустаину.
На подходе к городу, в районе Алкороса, состоялось столкновение двух армий. После первоначального натиска мусульман арагонцы перешли в контратаку во главе с самим Педро I и отбросили армию ал-Мустаина, а вскоре заняли и Уэску.

## Интересный факт
Уже в XIII веке сформировалась легенда, согласно которой арагонцы смогли переломить ход сражения благодаря вмешательству Святого Георгия.
Также отрубленные головы четырёх мусульманских правителей в тюрбанах, помещенные после битвы на флаг Святого Георгия (красный крест на белом поле), стали частью герба Арагона. Этот символ в таком виде был заимствован Сардинией.